# ひたちなか市立田彦中学校
ひたちなか市立田彦中学校（ひたちなかしりつ たびこちゅうがっこう）は、茨城県ひたちなか市田彦にある公立中学校。略称は「たびちゅう」。

## 沿革
- 1992年（平成4年） - 開校

## 特徴
- 田彦中学校の学区は田彦小学校と同じ学区のため、転入生がない限り基本的に他の中学生が入学することはない。
- 勝田市立大島中学校（現ひたちなか市立大島中学校。当時学年12学級）から分かれて設立される。

## 著名な出身者
- 平戸太貴（サッカー選手）
- 髙橋優貴（プロ野球選手）